# Sophie Pemberton
Pour les articles homonymes, voir Pemberton.
Sophia Theresa "Sophie" Pemberton, ou Sophie Pemberton Deane-Drummond (13 février 1869 - 31 octobre 1959) est une peintre canadienne. En mars 1899, elle est la première femme à remporter le Prix Julian de l'Académie Julian pour un portrait.

## Biographie
Née à Victoria (Colombie-Britannique), Sophie est la fille de Teresa Jane Grantoff et Joseph Despard Pemberton (1821–1893). Elle fréquente la Slade School of Art de Londres de 1892 à 1896 et l'Académie Julian.

## Œuvre

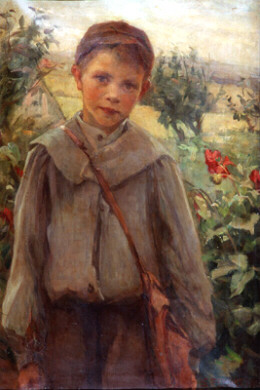
Little Boy Blue (1897).

Les œuvres suivantes ont été exposées lors de la Sophie Pemberton Retrospective Exhibition à la Galerie d'art de Vancouver en 1954 :
- St. Maria Trastevere, Rome. huile sur toile : 23" x 18". signature et date : 1898.
- Portrait of Horace Deane Drummond. huile sur toile : 27 1/2" x 22". 1925.
- La Napoule, France. 11 1/2" x 15". signature et date : 1926.
- Woods, Dymock. 19 1/2" x 14".
- Portrait of Armine Pemberton. huile sur toile : 19" x 15 1/2". signature et date : 1901.
- Farmyard near Dieppe. huile sur toile : 18" x 25". signature et date : 1895.
- Church at Fecamp. huile sur toile : 16" x 19". C. 1895.
- Market, Rouen. huile sur toile : 12" x 18". C. 1895.
- House Drive, Newport Ave., Victoria. huile sur toile : 13" x 17". 1928.
- Paso Robles. huile sur toile : 15" x 24 1/2".
- View of Victoria. aquarelle : 6" x 15". C. 1902.
- Chinese Gardens. aquarelle : 9 1/2" x 17". signature et date : 1902.
- B.C Coast Scene. aquarelle : 9" x 13". signature et date : 1895.
- The Olympics from Vancouver Island. huile sur toile : 17 1/2" x 29 1/2". signature et date : 1908.
- Girl with Blossoms. huile sur toile : 35" x 27".
- Purcell's Home, Westminster. huile sur toile : 13" x 18".
- Arbutus Trees, Vancouver Island. huile sur toile : 13" x 20 1/2".
- Italian Peasant Woman. huile sur toile : 34" x 25". signature et date : 1903.
- Negro Girl. huile sur toile : 23" x 19". signature et date : 1897.
- Edge of a Wood. huile sur toile. 18" x 23".
- Island Landscape. huile sur toile : 11 1/2" x 17 1/2".
- Road, Vancouver Island. huile sur toile : 13 1/2" x 14 ". signature et date : 1908.